# George Turner (pisarz)
George Reginald Turner (ur. 16 października 1916 w Melbourne, zm. 8 czerwca 1997 w Ballarat) – australijski pisarz i krytyk literacki oraz wydawca fantastyki. Najbardziej znany z utworów science fiction, tworzonych w późniejszym okresie kariery literackiej (w dziedzinie SF zadebiutował powieścią Beloved Son w 1978, kiedy miał 62 lata). We wcześniejszych latach zdobył uznanie jako pisarz mainstreamowy, był m.in. laureatem Nagrody im. Miles Franklin w 1962 za książkę The Cupboard Under the Stairs.
W 1988 zdobył Nagrodę im. Arthura C. Clarke’a za powieść The Sea and Summer.

## Twórczość
- Young Man of Talent (1959)
- A Stranger and Afraid (1961)
- The Cupboard Under the Stairs (1962)
- A Waste of Shame (1965)
- The Lame Dog Man (1967)
- Beloved Son (1978)
- Transit of Cassidy (1978)
- Vaneglory (1981)
- Yesterday's Men (1983)
- In the Heart or in the Head: An Essay in Time Travel (1984) – autobiografia
- The Sea and Summer (1987)
- A Pursuit of Miracles (1990) – zbiór opowiadań
- Brain Child (1991)
- The Destiny Makers (1993)
- Genetic Soldier (1994)
- Down There in Darkness (1999)